# Кохівська сільська рада
Ко́хівська сільська́ ра́да — колишня адміністративно-територіальна одиниця та орган місцевого самоврядування в Ананьївському районі Одеської області. Адміністративний центр — село Кохівка.

## Загальні відомості
Кохівська сільська рада утворена в 1961 році.
- Територія ради: 88,63 км²
- Населення ради: 1 454 особи (станом на 2001 рік)
- Територією ради протікає річка Тилігул

## Населені пункти
Сільській раді були підпорядковані населені пункти:
- с. Кохівка
- с. Великобоярка
- с. Шелехове

## Населення
Згідно з переписом 1989 року населення сільської ради становило 1664 особи, з яких 709 чоловіків та 955 жінок.
За переписом населення 2001 року в сільській раді мешкали 1454 особи.

### Мова
Розподіл населення за рідною мовою за даними перепису 2001 року:
| Мова       | Відсоток |
| ---------- | -------- |
| українська | 96,08 %  |
| російська  | 1,79 %   |
| молдовська | 1,65 %   |
| болгарська | 0,34 %   |

## Склад ради
Рада складалася з 16 депутатів та голови.
- Голова ради: Рейтор Станіслав Станіславович
- Секретар ради: Приблуда Світлана Володимирівна

### Керівний склад попередніх скликань
| Прізвище, ім'я, по батькові     | Основні відомості                                                          | Дата обрання | Дата звільнення |
| ------------------------------- | -------------------------------------------------------------------------- | ------------ | --------------- |
| Ментинський Валерій Ярославович | Сільський голова, 1968 року народження, член Соціалістичної партії України | 26.03.2006   | 31.10.2010      |
| Рейтор Станіслав Станіславович  | Сільський голова, 1967 року народження, освіта вища, безпартійний          | 18.09.2011   |                 |

Примітка: таблиця складена за даними сайту Верховної Ради України

### Депутати
За результатами місцевих виборів 2010 року депутатами ради стали:

#### За суб'єктами висування
| Суб'єкт висування                                       | Кількість обраних депутатів | %    |
| ------------------------------------------------------- | --------------------------- | ---- |
| Самовисування                                           | 15                          | 93,8 |
| Політична партія Всеукраїнське об'єднання «Батьківщина» | 1                           | 6,3  |

#### За округами
| № округу                                                | Прізвище, ім'я, по батькові     | Дата визнання обраним | Освіта             | Партійна приналежність | Відомості про обраного депутата                      |
| ------------------------------------------------------- | ------------------------------- | --------------------- | ------------------ | ---------------------- | ---------------------------------------------------- |
| Політична партія Всеукраїнське об'єднання «Батьківщина» |                                 |                       |                    |                        |                                                      |
| 9                                                       | Магденко Андрій Леонідович      | 03.11.2010            | вища               | позапартійний          | ПП Агр., вагар                                       |
| Самовисування                                           |                                 |                       |                    |                        |                                                      |
| 1                                                       | Буркан Надія Іванівна           | 03.11.2010            | середня спеціальна | позапартійна           | Кохівський будинок культури, бібліотекар             |
| 2                                                       | Лапович Андрій Володимирович    | 03.11.2010            | середня спеціальна | позапартійний          | фельдшерсько-акушерський пункт с. Шелехово, фельдшер |
| 3                                                       | Сагала Наталя Михайлівна        | 03.11.2010            | вища               | позапартійна           | тимчасово не працює                                  |
| 4                                                       | Приблуда Світлана Володимирівна | 03.11.2010            | середня спеціальна | позапартійна           | Кохівська сільська рада, секретар                    |
| 5                                                       | Рейтор Станіслав Станіславович  | 03.11.2010            | вища               | позапартійний          | тимчасово не працює                                  |
| 6                                                       | Паладій Світлана Іванівна       | 03.11.2010            | середня спеціальна | позапартійна           | тимчасово не працює                                  |
| 7                                                       | Кушнір Наталя Миколаївна        | 03.11.2010            | середня спеціальна | позапартійна           | , бібліотекар                                        |
| 8                                                       | Беленок Володимир Степанович    | 03.11.2010            | середня спеціальна | позапартійний          | «Укртелеком», електромонтер                          |
| 10                                                      | Дубина Сергій Петрович          | 03.11.2010            | середня спеціальна | позапартійний          | тимчасово не працює                                  |
| 11                                                      | Полив'яна Лариса Іванівна       | 03.11.2010            | середня спеціальна | позапартійна           | тимчасово не працює                                  |
| 12                                                      | Шевченко Тетяна Василівна       | 03.11.2010            | середня спеціальна | позапартійна           | , бібліотекар                                        |
| 13                                                      | Ментинська Тетяна Петрівна      | 03.11.2010            | середня            | позапартійна           | будинок культури с. Кохівка                          |
| 14                                                      | Оніщук Людмила Григорівна       | 03.11.2010            | середня спеціальна | позапартійна           | будинок культури с. Кохівка, директор                |
| 15                                                      | Приступа Сергій Володимирович   | 03.11.2010            | вища               | позапартійний          | смт Любашівка, оперуповноважений                     |
| 16                                                      | Дудніченко Алла Юріївна         | 14.11.2010            | незакінчена вища   | позапартійна           | Шелехівська загальноосвітня школа І-ІІ ст., вчитель  |